# Pseudopanurgus fuscicornis
Pseudopanurgus fuscicornis is een vliesvleugelig insect uit de familie Andrenidae. De wetenschappelijke naam van de soort is voor het eerst geldig gepubliceerd in 1973 door Timberlake.